# 400 mètres masculin aux championnats du monde d'athlétisme en salle 2022
Pour un article plus général, voir Championnats du monde d'athlétisme en salle 2022.
Navigation
2018 2023
L'épreuve du 400 mètres masculin des championnats du monde en salle de 2022 se déroule les 18 et 19 mars 2022 dans la Štark Arena de Belgrade, en Serbie.

## Résultats

### Séries
Les 2 premiers de chaque séries (Q) et les 2 meilleurs temps (q) se qualifient pour les demi-finales.
| Rang | Série | Couloir | Athlète                   | Pays                        | Temps | Notes |
| ---- | ----- | ------- | ------------------------- | --------------------------- | ----- | ----- |
| 1    | 1     | 6       | Julien Watrin             | Belgique                    | 45.88 | Q, NR |
| 2    | 5     | 6       | Carl Bengtström           | Suède                       | 46.45 | Q     |
| 3    | 1     | 5       | Trevor Bassitt            | États-Unis                  | 46.47 | Q     |
| 4    | 5     | 4       | Christopher Taylor        | Jamaïque                    | 46.48 | Q     |
| 5    | 5     | 5       | Bruno Hortelano           | Espagne                     | 46.49 | q     |
| 6    | 3     | 5       | Patrik Šorm               | Tchéquie                    | 46.49 | Q     |
| 7    | 3     | 6       | Benjamin Lobo Vedel       | Danemark                    | 46.58 | Q     |
| 8    | 4     | 5       | Marqueze Washington       | États-Unis                  | 46.66 | Q     |
| 9    | 2     | 5       | Jereem Richards           | Trinité-et-Tobago           | 46.69 | Q     |
| 10   | 2     | 4       | Mikhail Litvin            | Kazakhstan                  | 46.72 | Q     |
| 11   | 1     | 3       | Kajetan Duszyński         | Pologne                     | 46.75 | q     |
| 12   | 3     | 4       | Patrick Schneider         | Allemagne                   | 46.76 |       |
| 13   | 3     | 3       | Tom Willems               | Australie                   | 46.77 |       |
| 14   | 4     | 4       | Boško Kijanović           | Serbie                      | 46.88 | Q     |
| 15   | 2     | 3       | Zakithi Nene              | Afrique du Sud              | 46.92 |       |
| 16   | 5     | 3       | Håvard Bentdal Ingvaldsen | Norvège                     | 46.95 |       |
| 17   | 1     | 4       | Isayah Boers              | Pays-Bas                    | 47.07 |       |
| 18   | 4     | 3       | Pavel Maslák              | Tchéquie                    | 47.31 |       |
| 19   | 1     | 2       | Mazen Al-Yassin           | Arabie saoudite             | 47.65 |       |
| 20   | 2     | 6       | Manuel Guijarro           | Espagne                     | 47.74 |       |
| 21   | 4     | 2       | Jovan Stojoski            | Macédoine du Nord           | 47.80 |       |
| 22   | 2     | 2       | Pau Blasi                 | Andorre                     | 49.82 |       |
| 23   | 3     | 2       | Quentin Petit             | Comores                     | 51.55 | SB    |
| 24   | 5     | 2       | Malique Smith             | Îles Vierges des États-Unis | 51.98 | SB    |
|      | 4     | 6       | Lucas Carvalho            | Brésil                      | DQ    |       |

### Demi-finales
Les 3 premiers de chaque série (Q) se qualifient pour la finale.
| Rang | Série | Couloir | Athlète             | Pays              | Temps | Notes |
| ---- | ----- | ------- | ------------------- | ----------------- | ----- | ----- |
| 1    | 2     | 6       | Carl Bengtström     | Suède             | 45.92 | Q     |
| 2    | 1     | 4       | Jereem Richards     | Trinité-et-Tobago | 46.15 | Q     |
| 3    | 2     | 4       | Trevor Bassitt      | États-Unis        | 46.26 | Q     |
| 4    | 1     | 3       | Benjamin Lobo Vedel | Danemark          | 46.30 | Q     |
| 5    | 1     | 5       | Marqueze Washington | États-Unis        | 46.36 | Q     |
| 6    | 1     | 6       | Julien Watrin       | Belgique          | 46.54 |       |
| 7    | 2     | 5       | Patrik Šorm         | Tchéquie          | 46.55 | Q     |
| 8    | 2     | 1       | Bruno Hortelano     | Espagne           | 46.76 |       |
| 9    | 1     | 2       | Mikhail Litvin      | Kazakhstan        | 46.89 |       |
| 10   | 2     | 2       | Boško Kijanović     | Serbie            | 46.97 |       |
| 11   | 1     | 1       | Kajetan Duszyński   | Pologne           | 47.21 |       |
|      | 2     | 3       | Christopher Taylor  | Jamaïque          | DNF   | DNF   |

### Finale
| Rang               | Couloir | Athlète             | Pays              | Temps   | Notes |
| ------------------ | ------- | ------------------- | ----------------- | ------- | ----- |
| Médaille d'or      | 6       | Jereem Richards     | Trinité-et-Tobago | 45 s 00 | CR    |
| Médaille d'argent  | 4       | Trevor Bassitt      | États-Unis        | 45 s 05 | PB    |
| Médaille de bronze | 5       | Carl Bengtström     | Suède             | 45 s 33 | NR    |
| 4                  | 3       | Benjamin Lobo Vedel | Danemark          | 45 s 67 | NR    |
| 5                  | 2       | Patrik Šorm         | Tchéquie          | 46 s 81 |       |
| 6                  | 1       | Marqueze Washington | États-Unis        | 46 s 85 |       |

## Légende
Records et Performances
- AR : Record continental (area record)
- CR : Record des championnats (championship record)
- MR : Record du meeting (meet record)
- NR : Record national (national record)
- OR : Record olympique (olympic record)
- PR : Record paralympique (paralympic record)
- PB : Record personnel (personal best)
- SB : Meilleure performance personnelle de la saison (season's best)
- WL : Meilleure performance mondiale de l'année (world leader)
- WJR : Record du monde junior (world junior record)
- WR : Record du monde (world record)

Circonstances et Conditions
- DNF : N'a pas terminé (did not finish)
- DNS : N'a pas pris le départ (did not start)
- DQ : Disqualification (disqualification)
- NM : Aucun essai valable enregistré (No Mark)
- Q : Qualifié « directement » au prochain tour (ou à la prochaine compétition), lors d'une compétition majeure, grâce au classement ou à la réalisation des minima (automatic qualifier)
- q : Qualifié au prochain tour (ou à la prochaine compétition), lors d'une compétition majeure, grâce au repêchage ou à la réalisation de l'une des meilleures performances parmi celles des « non qualifiés directement » (grâce au meilleur temps ou à la meilleure distance par exemple) (secondary qualifier)